# 納塔爾 (小區)
納塔爾（葡萄牙語：Natal）是巴西東北部北里約格朗德州東波蒂瓜爾中區的一個小區。

## 市鎮
納塔爾下轄以下的市鎮：
- 帕纳米林
- 埃斯特雷穆斯
- 納塔爾